# Elecciones presidenciales de Armenia de 2013
Las elecciones presidenciales de Armenia de 2013 se llevaron a cabo el 18 de febrero de 2013. En el período previo a las elecciones, el primer presidente de Armenia, Levon Ter-Petrosyan, y Gagik Tsarukyan, líder del segundo partido parlamentario más grande, Armenia Próspera, se retiraron de la carrera en diciembre de 2012. Muchos creían que ningún candidato sería capaz de desafiar al actual presidente Serzh Sargsián, otros afirmaron que la gente ve "ausencia de alternativas" y estos factores causaron una gran apatía entre el público.

## Campañas
En ésta contienda no participan la Federación Revolucionaria Armenia, la coalición Congreso Nacional Armenio y Armenia Próspera.

## Candidatos
Los candidatos registrados fueron:
- Hrant Bagratián, líder del Partido de la Libertad, ex-primer ministro de Armenia (1993-1996) y exmiembro del Congreso Nacional Armenio
- Andrias Ghukasián, es un analista político y director de Radio Hay
- Paruir Hairikián, disidente soviético y líder del Partido Unión Nacional para la Autodeterminación
- Raffi Hovannisián, exministro de Relaciones Exteriores de Armenia (1991-1992) y líder del Partido del Patrimonio.
- Arman Melikián, candidato en las elecciones presidenciales en Armenia de 2008
- Serzh Sargsián, actual Presidente de Armenia, ex-primer ministro (2007-2008) y líder del Partido Republicano de Armenia
- Vardan Sedrakián, un literato

## Resultados
| Candidato                                                                         | Partido       | Votos     | %      |
| --------------------------------------------------------------------------------- | ------------- | --------- | ------ |
| Serzh Sargsián                                                                    | PR            | 779,089   | 58.67  |
| Raffi Hovannisián                                                                 | PP            | 488,069   | 36.76  |
| Hrant Bagratián                                                                   | PL            | 28,172    | 2.12   |
| Paruir Hairikián                                                                  | PUNAD         | 16,276    | 1.23   |
| Andrias Ghukasián                                                                 | Independiente | 7,455     | 0.56   |
| Vardan Sedrakián                                                                  | Independiente | 5,581     | 0.42   |
| Arman Melikián                                                                    | Independiente | 3,165     | 0.24   |
| Nulos                                                                             | -             |           |        |
| Votación válida                                                                   | -             | 1,327,807 | 100.00 |
| Padrón electoral                                                                  |               |           | 60.05  |
| Fuente: Հայաստանի Հանրապետության կենտրոնական ընտրական հանձնաժողովը (Preliminares) |               |           |        |